# Čestmír Huňát
Čestmír Huňát (* 31. října 1950 Praha) je český kulturní organizátor. Před listopadem 1989 jeden z vůdčích představitelů Jazzové sekce, na jejíž aktivity následně navázal ve sdružení Unijazz.

## Osobní život
Huňát se narodil jako jediné dítě v rodině diplomata Josefa Huňáta a dámské krejčové Jiřiny Huňátové. Díky otcově zaměstnání prožil část dětství v Nizozemsku a Barmě.
Vystudoval Stavební fakultu ČVUT v Praze.
Jeho syn Marek (známější je pod přezdívkou Mardoša) působí v hudební skupině Tata Bojs.

## Jazzová sekce
Od poloviny 70. let 20. století se podílel na činnosti Jazzové sekce. V roce 1986 se stal členem pětičlenného výboru této organizace. V témže roce byl zatčen a necelý půlrok strávil ve vazební věznici v Praze-Ruzyni. V následném soudním procesu byl coby jeden z vůdčích představitelů Jazzové sekce odsouzen k podmínečnému trestu v délce osmi měsíců po dobu dvou let. V roce 1991 označil Nejvyšší soud ČR tehdejší rozsudek za nezákonný a zrušil ho.
V roce 2017 získal od ministerstva obrany osvědčení účastníka třetího odboje.

## Unijazz
V listopadu 1987 byl Huňát jedním ze zakladatelů sdružení Unijazz, které na činnost Jazzové sekce bezprostředně navázalo. Po listopadu 1989 byl Unijazz zaregistrován jako občanské sdružení. Mezi jeho nejvýraznější aktivity patří pořádání hudebních festivalů Alternativa a Boskovice. Unijazz rovněž provozuje pražské kulturní zařízení Kaštan a Čítárnu Unijazzu. Od roku 1991 vydává Unijazz kulturní magazín Uni.

## Ocenění
V roce 2008 obdržel Cenu Revolver Revue. V roce 2021 se stal laureátem Ceny ministerstva kultury za přínos v oblasti hudby.